# Włodzimierz Karaszewski
Włodzimierz Karaszewski (ur. 21 grudnia 1949) – polski ekonomista, doktor habilitowany nauk ekonomicznych w zakresie ekonomii, specjalność – ekonomika inwestycji, profesor nadzwyczajny i prorektor Uniwersytetu Mikołaja Kopernika w Toruniu. W latach 2002–2008 był dziekanem Wydziału Nauk Ekonomicznych i Zarządzania tej uczelni, w latach 2008–2012 pełnił funkcję prorektora uczelni ds. ekonomicznych i rozwoju.

## Życiorys
Ukończył V Liceum Ogólnokształcące w Toruniu (1967) oraz studia ekonomiczne na Uniwersytecie Mikołaja Kopernika (1972); pracę magisterską pisał pod kierunkiem docenta Jerzego Tomali. Po rocznej pracy w Kombinacie Budowlanym w Toruniu od 1973 podjął pracę na Uniwersytecie Mikołaja Kopernika w Toruniu, m.in. w Katedrze Zarządzania Procesami Inwestycyjno-Innowacyjnymi na Wydziale Nauk Ekonomicznych i Zarządzania. Był także dyrektorem administracyjnym uczelni (1981-1988). W 1981 obronił na Uniwersytecie Łódzkim rozprawę doktorską Ekonomiczna efektywność specjalizacji koncentracji produkcji w budownictwie (promotor Kazimierz Czyżniewski), w 2001 na UMK przedstawił pracę habilitacyjną (Przedsiębiorstwa z udziałem kapitału zagranicznego w Polsce w latach 1990–1999 (miejsce w gospodarce kraju, czynniki i perspektywy rozwojowe)). Na Wydziale Nauk Ekonomicznych i Zarządzania UMK od 2006 roku kieruje Katedrą Inwestycji i Nieruchomości, pełnił też funkcję prorektora uczelni.

## Odznaczenia i inne wyróżnienia
- Medal Za Zasługi Dla Rozwoju Uniwersytetu Mikołaja Kopernika (1989)[1]
- Złoty Medal Za Zasługi Dla Politechniki w Brnie (2001)[1]
- Missio Reconciliationis (2003)[1]
- Pro Ecclesia et Pontifice (2010)[1]
- Tytuł doktora honoris causa Dominican University USA (2010)

## Publikacje
- Włodzimierz Karaszewski: Wybrane problemy specjalizacji, kooperacji i koncentracji produkcji budowlanej / Włodzimierz Karaszewski, Waldemar Szczepański. Toruń: UMK, 1990, s. 83. ISBN 83-231-0186-8.
- Włodzimierz Karaszewski: Proces transformacji rynkowej przedsiębiorstw. (w świetle badań empirycznych). Opracowanie zbiorowe / pod kier. nauk. Stanisława Sudoła przy współpr. Włodzimierza Karaszewskiego ; Uniwersytet Mikołaja Kopernika. Wydział Nauk Ekonomicznych i Zarządzania. Toruń: Wydawnictwo Uniwersytetu Mikołaja Kopernika, 1996, s. 323. ISBN 83-231-0755-6.
- Włodzimierz Karaszewski: Inwestycje w okresie transformacji 1990-1996 / red. nauk. Włodzimierz Karaszewski ; Wydział Nauk Ekonomicznych i Zarządzania. Uniwersytet Mikołaja Kopernika. Toruń: Toruńska Szkoła Zarządania, 1998, s. 122. ISBN 83-905209-7-4.
- Włodzimierz Karaszewski: Business and economic decelopment in Central and Eastern Europe. Implications for economic integration into wider Europe. Proceedings of the international conference / ed. by Włodzimierz Karaszewski, Jerzy W. Wiśniewski, Marek Zarębski. Toruń: Nicholas Copernicus University. Faculty of Economic Sciences and Management, 1999, s. 721. ISBN 83-231-1107-3.
- Włodzimierz Karaszewski: Inwestycje w procesie transformacji gospodarki Polski 1990-1999 : praca zbiorowa / pod red. Włodzimierza Karaszewskiego ; Uniwersytet Mikołaja Kopernika w Toruniu. Wydział Nauk Ekonomicznych i Zarządzania. Toruń: UMK, 2000, s. 380. ISBN 83-231-1223-1.
- Włodzimierz Karaszewski: Przedsiębiorstwa z udziałem kapitału zagranicznego w Polsce w latach 1990–1999 : (miejsce w gospodarce kraju, czynniki i perspektywy rozwojowe) / Włodzimierz Karaszewski. Toruń: Wyd. Uniwersytetu Mikołaja Kopernika, 2001, s. 364. ISBN 83-231-1360-2.
- Włodzimierz Karaszewski: Przyczyny rozwoju i upadku polskich przedsiębiorstw przemysłowych w okresie transformacji ustrojowej w latach 1990–1998 : (wyniki badania empirycznego). Opracowanie zbiorowe / pod kier. naukowym Stanisława Sudoła i Marka Matuszaka ; [aut. poszczeg. rozdz. Włodzimierz Karaszewski et al.] ; Uniwersytet Mikołaja Kopernika. Toruń: Wyd. UMK, 2002, s. 261. ISBN 83-231-1403-X.
- Włodzimierz Karaszewski: Bezpośrednie inwestycje zagraniczne w Polsce. Praca zbiorowa / pod red. nauk. Włodzimierza Karaszewskiego ; Uniwersytet Mikołaja Kopernika. Wydział Nauk Ekonomicznych i Zarządzania. Toruń: Wyd. UMK, 2003, s. 549. ISBN 83-231-1641-5.
- Włodzimierz Karaszewski: Bezpośrednie inwestycje zagraniczne: Polska na tle świata. Toruń: Towarzystwo Naukowe Organizacji i Kierownictwa „Dom Organizatora”, 2004, s. 410. ISBN 83-7285-170-0.
- Włodzimierz Karaszewski: Czynniki wzrostu gospodarczego. Praca zbiorowa / pod red. Mirosława Haffera, Włodzimierza Karaszewskiego ; Uniwersytet Mikołaja Kopernika. Wydział Nauk Ekonomicznych i Zarządzania. Toruń: Wyd. UMK, 2004, s. 407. ISBN 83-231-1752-7.
- Włodzimierz Karaszewski: Bezpośrednie inwestycje zagraniczne w podnoszeniu konkurencyjności polskiej gospodarki. Praca zbiorowa / pod red. nauk. Włodzimierza Karaszewskiego ; Uniwersytet Mikołaja Kopernika. Wydział Nauk Ekonomicznych i Zarządzania. Toruń: Wydawnictwo Uniwersytetu Mikołaja Kopernika, 2005, s. 488. ISBN 83-231-1840-X.
- Włodzimierz Karaszewski: Bezpośrednie inwestycje zagraniczne w województwie kujawsko-pomorskim. Stan, znaczenie dla gospodarki województwa, stymulanty i destymulanty napływu. Opracowanie naukowe / pod kier. Włodzimierza Karaszewskiego ; Uniwersytet Mikołaja Kopernika. Wydział Nauk Ekonomicznych i Zarządzania. Toruń: Wydawnictwo Uniwersytetu Mikołaja Kopernika, 2005, s. 241. ISBN 83-231-1858-2.
- Włodzimierz Karaszewski: Polityka rozwoju państw Europy środkowowschodniej. Aspekty makroekonomiczne i regionalne / pod red. nauk. Włodzimierza Karaszewskiego, Stanisława Kunikowskiego ; Uniwersytet Mikołaja Kopernika w Toruniu, Włocławskie Towarzystwo Naukowe. Toruń: Lega Oficyna Wydawnicza Włocławskiego Towarzystwa Naukowego, 2006, s. 370. ISBN 83-60150-09-5.
- Włodzimierz Karaszewski: Bezpośrednie inwestycje zagraniczne w budowaniu potencjału konkurencyjności przedsiębiorstw i regionów. Praca zbiorowa / pod red. nauk. Włodzimierza Karaszewskiego ; Uniwersytet Mikołaja Kopernika. Wydział Nauk Ekonomicznych i Zarządzania. Toruń: Wydawnictwo Uniwersytetu Mikołaja Kopernika, 2007, s. 524. ISBN 978-83-231-2114-5.
- Włodzimierz Karaszewski: Bezpośrednie inwestycje zagraniczne polskich przedsiębiorstw. Opracowanie zbiorowe / pod kier. nauk. Włodzimierza Karaszewskiego. Toruń: Towarzystwo Naukowe Organizacji i Kierownictwa „Dom Organizatora”, 2008, s. 350. ISBN 978-83-7285-447-6.
- Włodzimierz Karaszewski: Czynniki wzrostu konkurencyjności przedsiębiorstw i regionów. Praca zbiorowa / pod red. Mirosława Haffera, Włodzimierza Karaszewskiego ; Uniwersytet Mikołaja Kopernika. Wydział Nauk Ekonomicznych i Zarządzania. Toruń: Wydawnictwo Naukowe Uniwersytetu Mikołaja Kopernika, 2009, s. 694. ISBN 978-83-231-2407-8.
- Włodzimierz Karaszewski: Foreign direct investment of Polish companies / [aut.] Włodzimierz Karaszewski [et al.] ; sci. ed. Włodzimierz Karaszewski. Toruń: Wydawnictwo Naukowe Uniwersytetu Mikołaja Kopernika, 2009, s. 155. ISBN 978-83-231-2427-6.
- Włodzimierz Karaszewski: Bezpośrednie inwestycje zagraniczne w województwie kujawsko-pomorskim.. opracowanie zbiorowe / pod kier. nauk. Włodzimierz Karaszewskiego; Toruń: Wydawnictwo „Dom Organizatora, 2012, s. 205 s.. ISBN 978-83-7285-672-2.
- Włodzimierz Karaszewski: Aktywność inwestycyjna polskich przedsiębiorstw. Czynniki i skutki: praca zbiorowa / pod red. nauk. Włodzimierza Karaszewskiego; Warszawa: Polskie Wydawnictwo Ekonomiczne, 20t3, s. 203, ISBN 978-83-208-2099-7.